# Gądki (stacja kolejowa)
Gądki – stacja kolejowa w Gądkach, w gminie Kórnik, w woj. wielkopolskim, w Polsce.

## Ruch pasażerski
| Rok  | Wymiana pasażerska na dobę |
| ---- | -------------------------- |
| 2017 | 20-299                     |
| 2022 | 500-699                    |

Znajduje się tutaj terminal kontenerowy przedsiębiorstwa HHLA (Hamburger Hafen und Logistik AG) o powierzchni 320 tys. m. kw., obsługujący pociągi kontenerowe Polzug Intermodal z Hamburga i Bremerhaven do Polski, których czas przejazdu skrócono z 18 do 12h. Terminal w obecnej postaci powstał kosztem blisko 15 mln euro i został oddany do użytku w 2011 roku. Posiada on 4 tory o długości 610 m (1 manewrowo-postojowy i 3 przeładunkowe) oraz 6 dźwigów kontenerowych (reachstackerów) o udźwigu 45 t, mieszcząc 1500 jednostek kontenerowych TEU.